# Lac de Fedaia
Le lac de Fedaia (Lèch de Fedaa en ladin) se situe dans les Dolomites, juste à l'ouest du passo Fedaia, au pied du glacier de la Marmolada. Il est situé dans la commune de Canazei, dans la province de Trente.

## Description

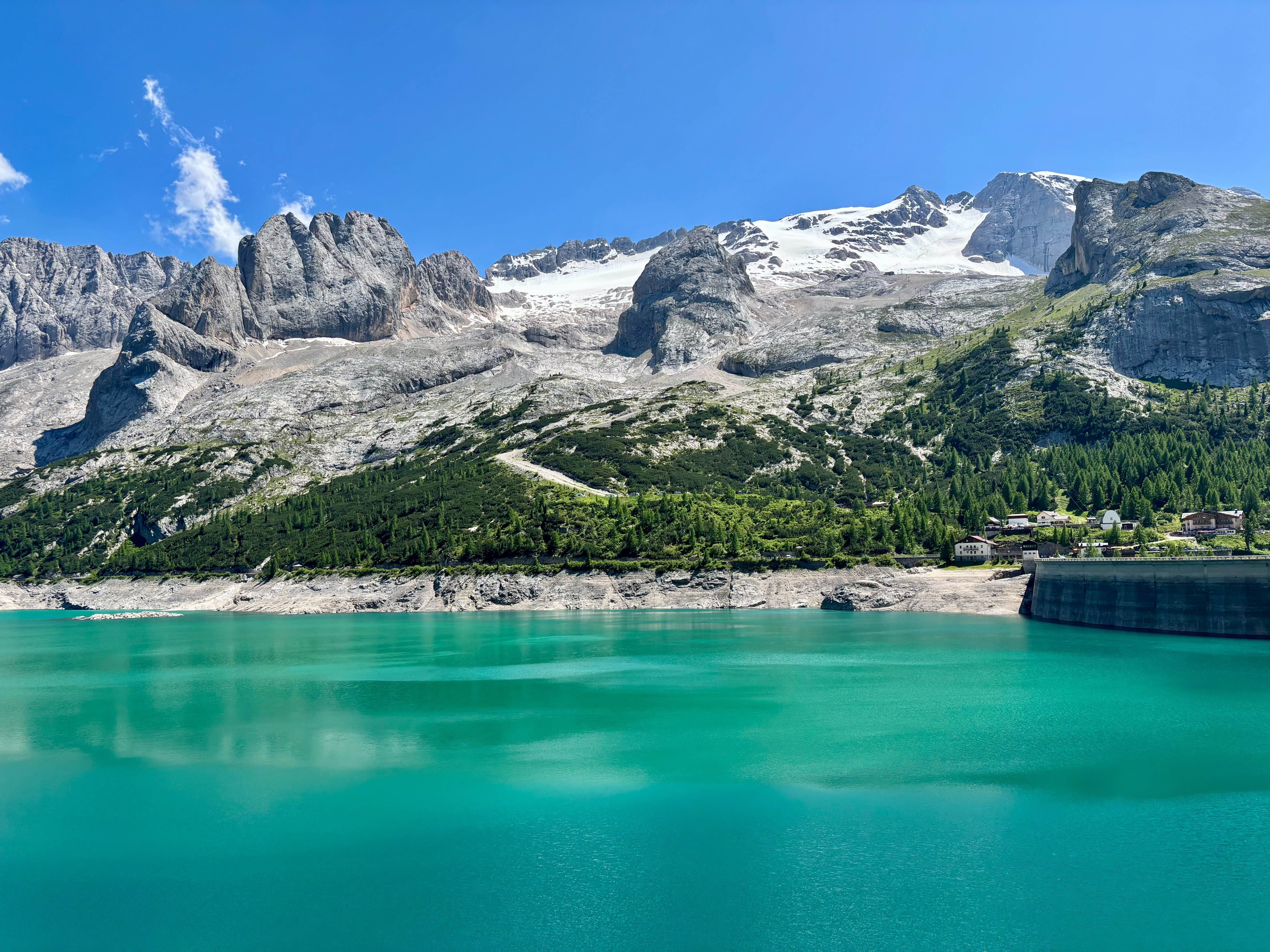
Panorama du lac de Fedaia

Il existe en fait deux lacs de Fedaia, séparés par un barrage artificiel appelé Controdiga di Maria al Lago. Le plus connu et le plus étendu est le lac artificiel à l’ouest, qui a vu le jour après la construction du barrage de Fedaia en 1955, sur la commune de Canazei, à une altitude de 2 030 mètres. L’autre, d’origine naturelle, a des dimensions nettement plus réduites est de formation glaciaire en moraine. Ils s'étendent entre le passo Fedaia et la fin du val de Ciampié, entre le massif glacier de la Marmolada au sud et de Mesola au nord. 
Le lac artificiel de retenue du barrage de Fedaia s’étire sur environ 2,0 km sur un axe est-ouest jusqu'au grand barrage de Fedaia. Sa superficie est d'environ 0,55 km2 et renferme 16,7 millions m3. La centrale hydroélectrique permet de produire 20 MW d’énergie électrique. 

### Les barrages
Le site de Fedaia comporte deux barrages construits par la S.A.D.E. SpA entre 1952 et 1955,.
Le barrage principal « Fedaia », situé à l'ouest de la vallée de Fassa, est un barrage poids en béton de 622 mètres de longueur comportant 19 éperons, d'une hauteur de 57 mètres et une largeur à la base de 43 mètres. 
À l'est, vers le col, quelques mètres plus haut, une digue en terre de 270 mètres de long appelée « Maria al Lago » sécurise la Val Pettorina côté est. Sous le barrage, 15 mètres plus bas que le niveau d'eau du réservoir, se trouve le petit lac naturel Fedaia d'environ 100 mètres sur 150 mètres, fermé à l'est par le col. 

### Les centrales hydroélectriques
Le lac de Fedaia alimente un ensemble de six centrales hydroélectriques : 4 implantées dans le secteur d'Agordino et 2 dans le Parc National des Dolomites de Belluno :
- Malga Ciapela

La centrale de Malga Ciapela est la première d'une série de centrales de la vallée de Cordevole. Elle utilise une partie du bassin d'Avisio (barrage de Fedaia) avec un débit moyen de 0,387 m3/s, tandis que le débit maximum est de 2 500 m3/s. La hauteur de chute de la conduite forcée est de 570,45 mètres et la puissance nominale est de 2 164,35 kW et du bassin d'Ombretta avec un débit moyen de 0,306 m3/s (0,700 m3/s au maximum). La hauteur de chute est de 325,42 mètres et la puissance nominale est de 1 006,26 kW.

La centrale est située sur le territoire de la province de Belluno en Vénétie. Dans une première étape, l'eau est acheminée via quatre kilomètres de conduites forcées souterraines jusqu'à la salle des machines, au sud-est du lac. Dans une deuxième étape, après avoir été turbinée, l'eau repart dans une conduite forcée vers la centrale Saviner en contrebas.

La centrale électrique de Malga Ciapela, a été mise en service en janvier 1956. Elle est toujours exploitée par ENEL Green-Power, et fournit une puissance de 20 MW avec ses deux étages de chute et produit en moyenne 16 GWh/an.
- Saviner

Deuxième niveau du système. La centrale utilise l'eau turbinée par la centrale de Malga Ciapela avec, en ajout, quelques compléments provenant de captages sur le Pettoria et le Rio Ariel. La centrale turbine en moyenne 1 225 m3/s, dont 0,387 m3/s provenant directement de la Fedaia, avec un maximum de 3 500 m3/s. La hauteur de chute est de 453,23 mètres et la puissance nominale installée est de 5 443,32 kW.
- Cencenighe

Troisième niveau du système. La centrale utilise l'eau provenant de la Fedaia, du Val del Biois (lac Cavia, Rio Val Freda, Rio Valles et Torrente Liera). Elle dispose d'une puissance nominale de 16 314,34 kW.
- Agordo

Quatrième niveau du système de cascades, qui part du lac de Fedaia. Outre les eaux de l'Avisio, elle utilise celles provenant du barrage de Cencenighe et du barrage de Corpassa. Le bassin de référence est d'environ 444 km2. La centrale turbine en moyenne 9,57 m3/s. la hauteur de chute est de 1 434,15 mètres et la puissance nominale installée est de 14 740,50 kW (dont 584,85 kW du BIM Adige).
- La Stanga

Cinquième niveau du système qui utilise les eaux du Torrent Rova, Torrent Missiaga, Torrent Bordina, Rio Torner, Rio Muda, Val Clusa et Rio Vescovà, et de 0,387 m3/s de la Fedaia. La centrale turbine 14 727 m3/s, 25 400 m3/s au maximum. La hauteur de chute est de 152,35 mètres et la puissance nominale installée est de 22 000 kW (dont 578,03 kW du BIM Adige).
- Sospirolo

Sixième et dernier niveau du système en cascade, qui exploite 0,387 m3/s de Fedaia en plus de l'eau du Mis Torrent. Le bassin de référence est d'environ 773 km2. La centrale turbine 32 300 m3/s. La hauteur de chute est de 77,09 mètres et la puissance nominale installée est de 16 300 kW, dont 292,49 kW du BIM Adige.

## Construction
Les deux barrages de Fedaia et de Maria al Lago ont été construits par la S.A.D.E. - Società Adriatica Di Elettricità SpA entre 1952 et 1955 et transférés à l'ENEL en mars 1963 après la nationalisation de toutes les entreprises productrices d'électricité en Italie. L'ENEL en est toujours l'exploitant actuel (2023). Les ouvrages sont l'oeuvre du Dr. Ing. Carlo Semenza avec la collaboration de l'Ing. Filippo Arredi, l'Ing. Nino Biadene et l'Ing. Mario Pancini. L'entreprise Ing TORNO & C. de Milan a réalisé les travaux de génie-civil. Les injections dans la roche et le béton ont été opérées par l'entreprise Consonda SpA de Milan.

## Études physiques et recherche
En 1950, à l'initiative d'Antonio Rostagni, réputé physicien italien, diplômé de l'Université de Padoue, un laboratoire d'étude des rayons cosmiques a été construit au pied du barrage de Fedaia, afin de bénéficier des importantes quantités d'énergie électrique nécessaires pour alimenter un gros électro-aimant qui permettait de séparer la matière de l'antimatière chargée. De nombreux physiciens et universitaires de plusieurs pays ont travaillé dans le laboratoire dont, les lauréats du prix Nobel : Enrico Fermi, Stuart Blackett et Frank Powell.

## Anecdote
En 1955, le chantier de construction du barrage de Fedaia a servi de décor au long métrage « Escape to the Dolomites » avec Luis Trenker.
Plusieurs scènes du film hollywoodien « The Italian Job » de 2003 ont été tournées sur la route qui traverse le barrage où l'on a une vue sur les éperons.

## Études physiques
En 1950, à l’initiative d’ Antonio Rostagni de l’université de Padoue, un laboratoire d’étude des rayons cosmiques a été construit au pied du barrage de Fedaia, qui pouvait contenir de grandes quantités d’électricité. Il était donc possible de placer un grand électroaimant permettant de séparer la matière de l'antimatière chargée. Des physiciens de diverses universités et nations ont travaillé dans le laboratoire, qui a fonctionné jusqu'en 1955, et même les lauréats du prix Nobel Fermi, Blackett et Powell ont passé de brèves périodes. 
En 2002, l’endroit était l’emplacement de certaines scènes du film réalisé par F. Gary Gray, The Italian Job. 

## Galerie

Panorama du lac avec en arrière-plan les Dolomites (Sassopiatto et Sassolungo).

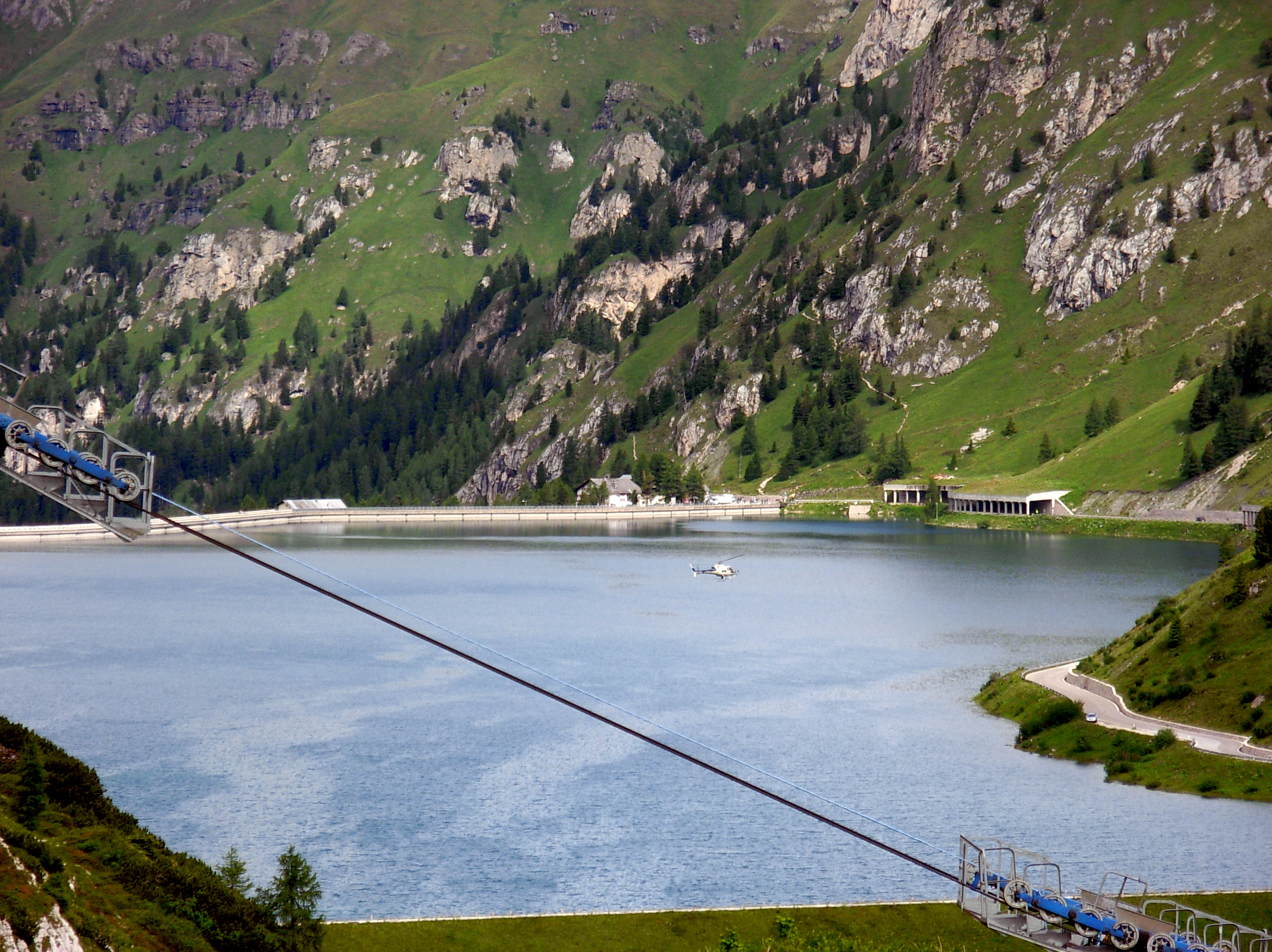
Une vue panoramique sur le lac de Fedaia.
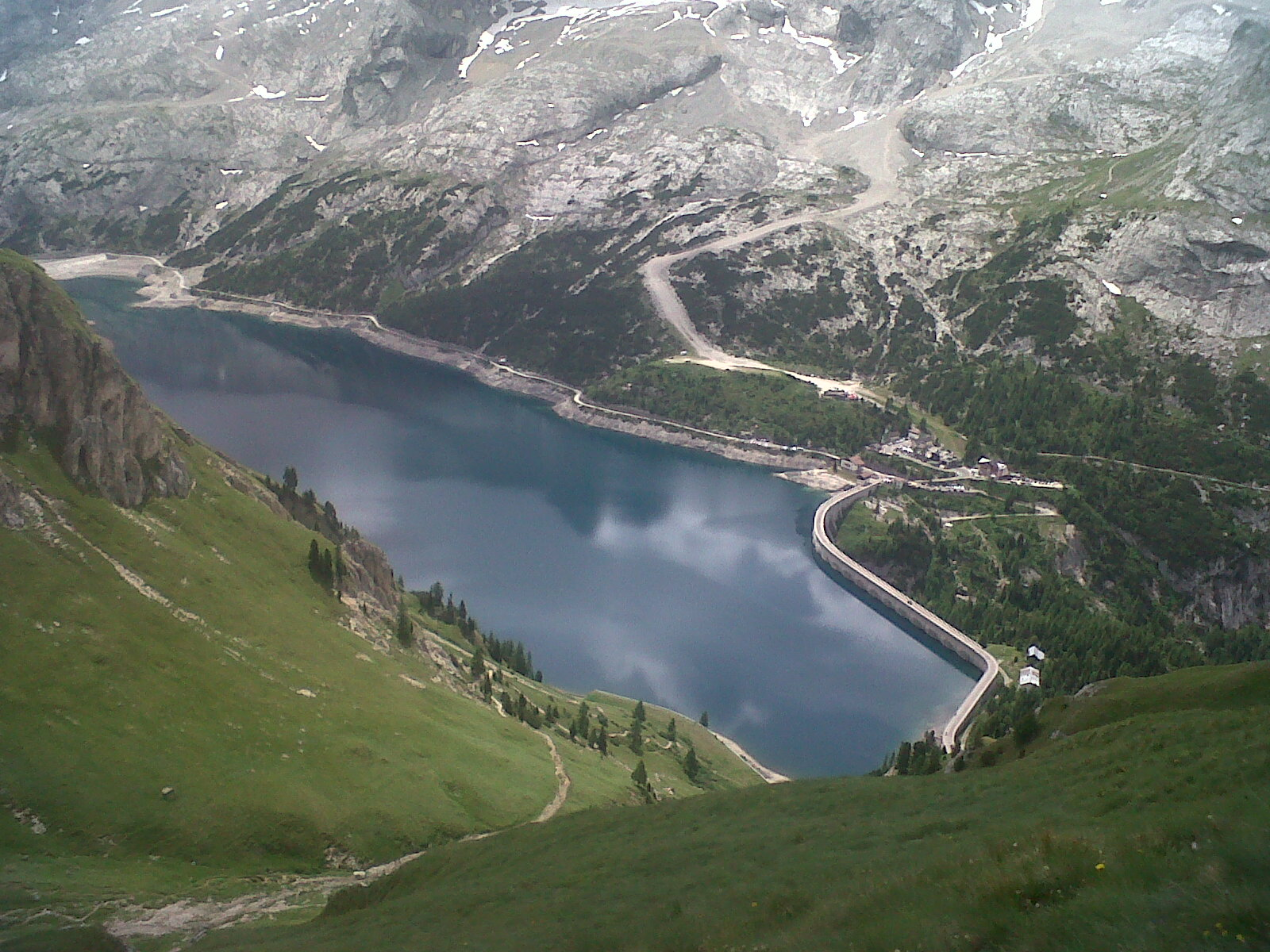
Le lac vu de Viel dal pan.
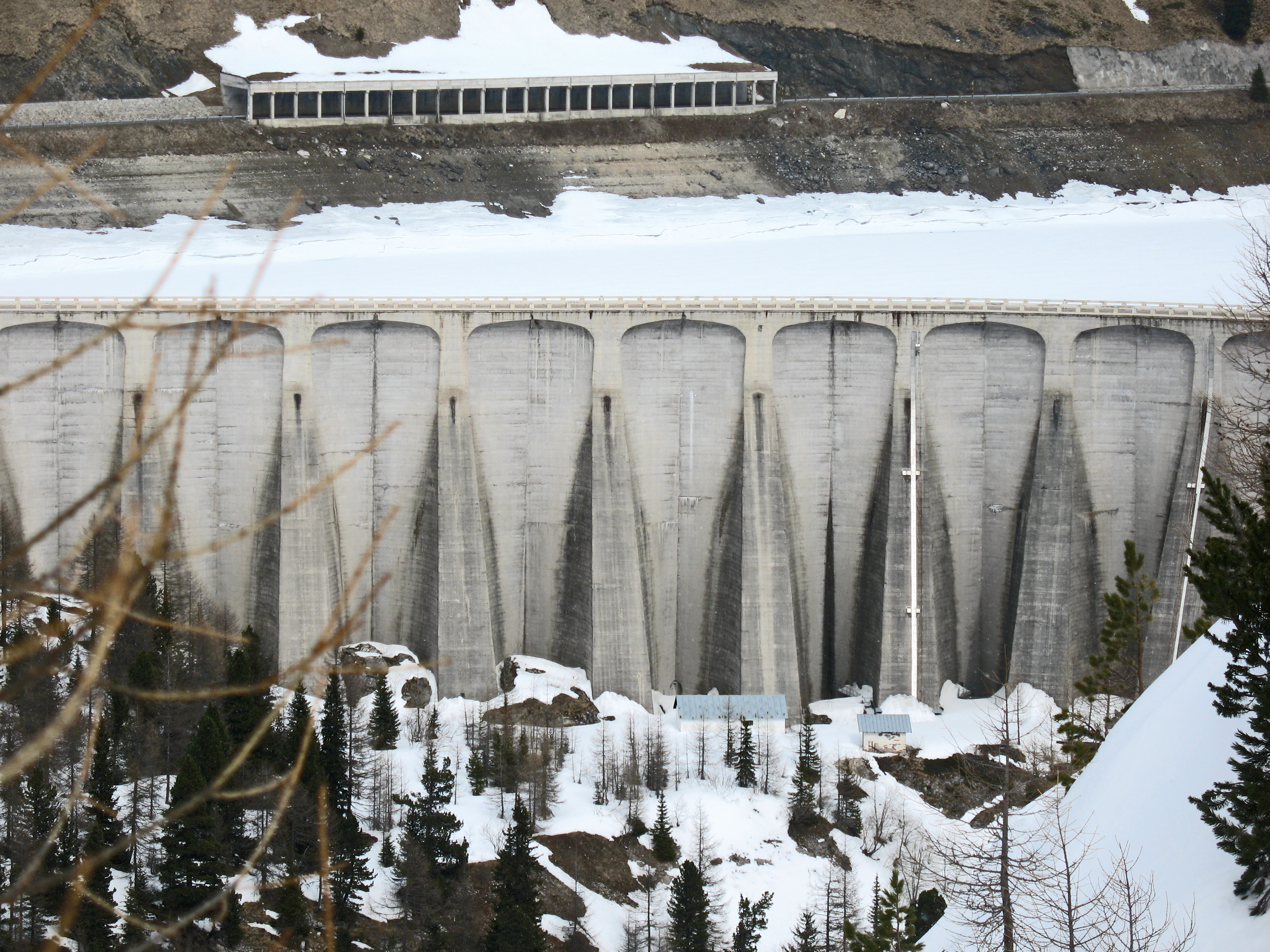
Le barrage.
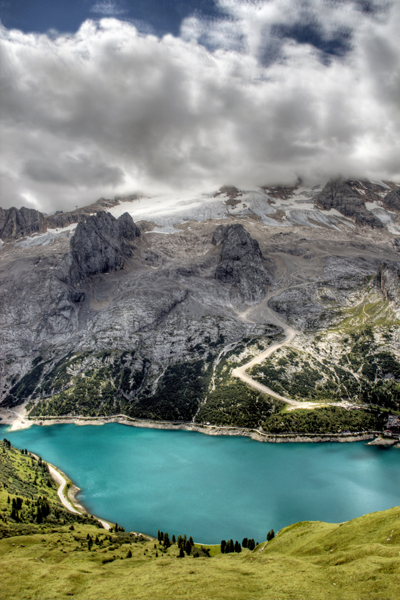
Le lac et au fond le glacier de la Marmolada.
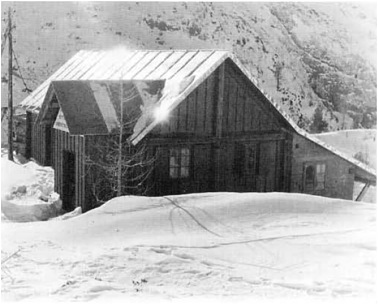
Le laboratoire des rayons cosmiques en 1952.
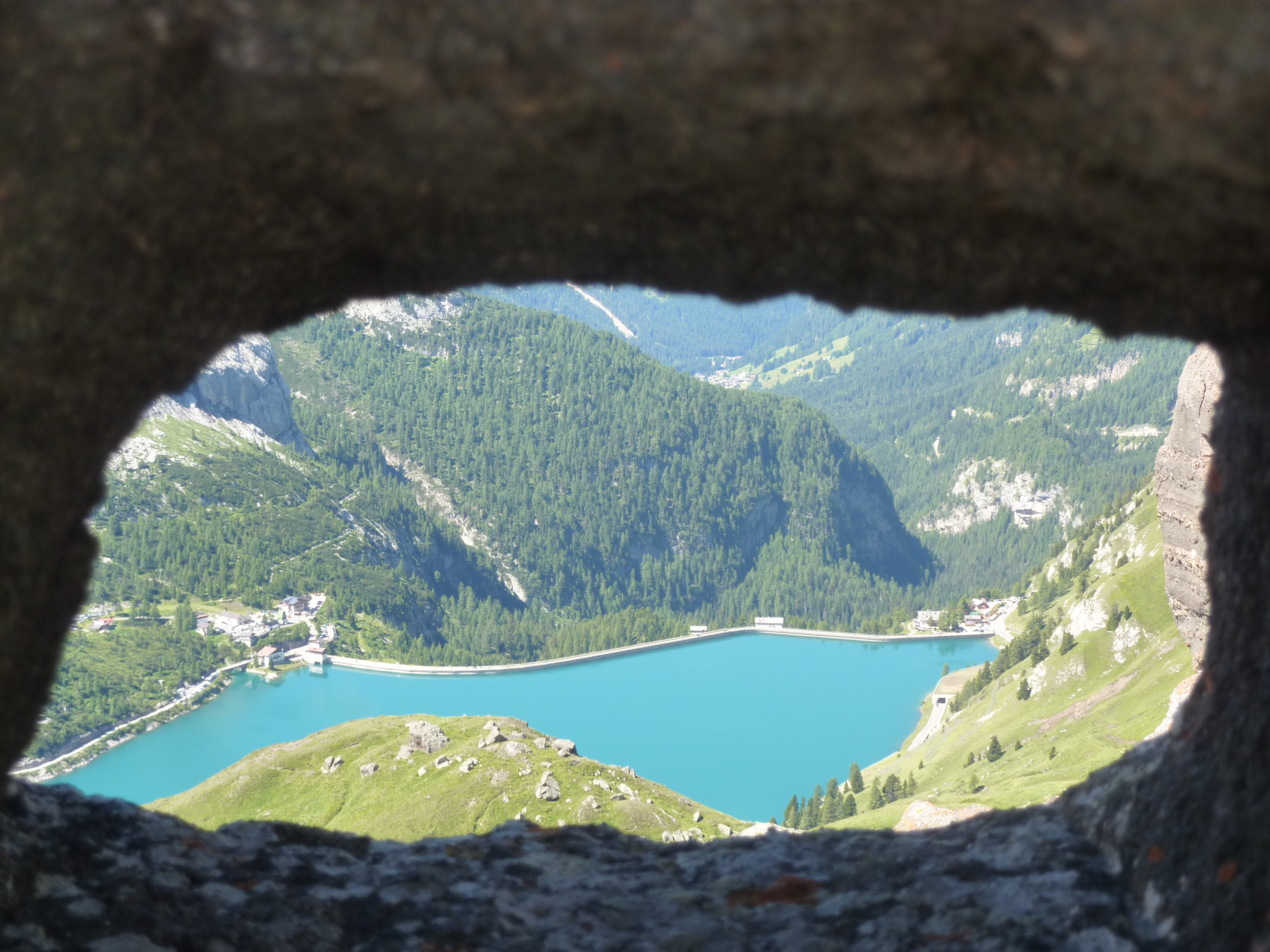
Le lac vu depuis la Ferrata delle Trincee.
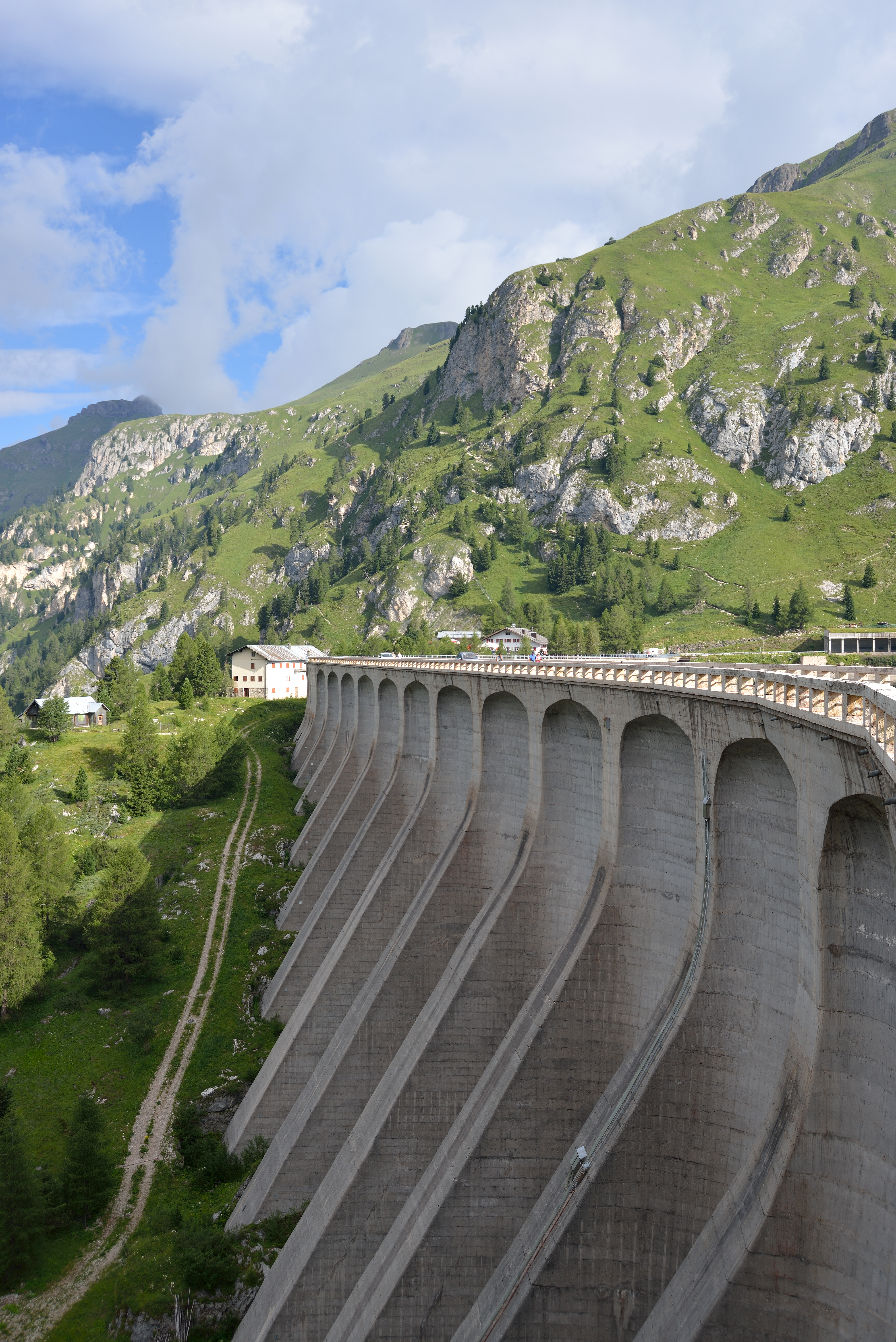
Le barrage.
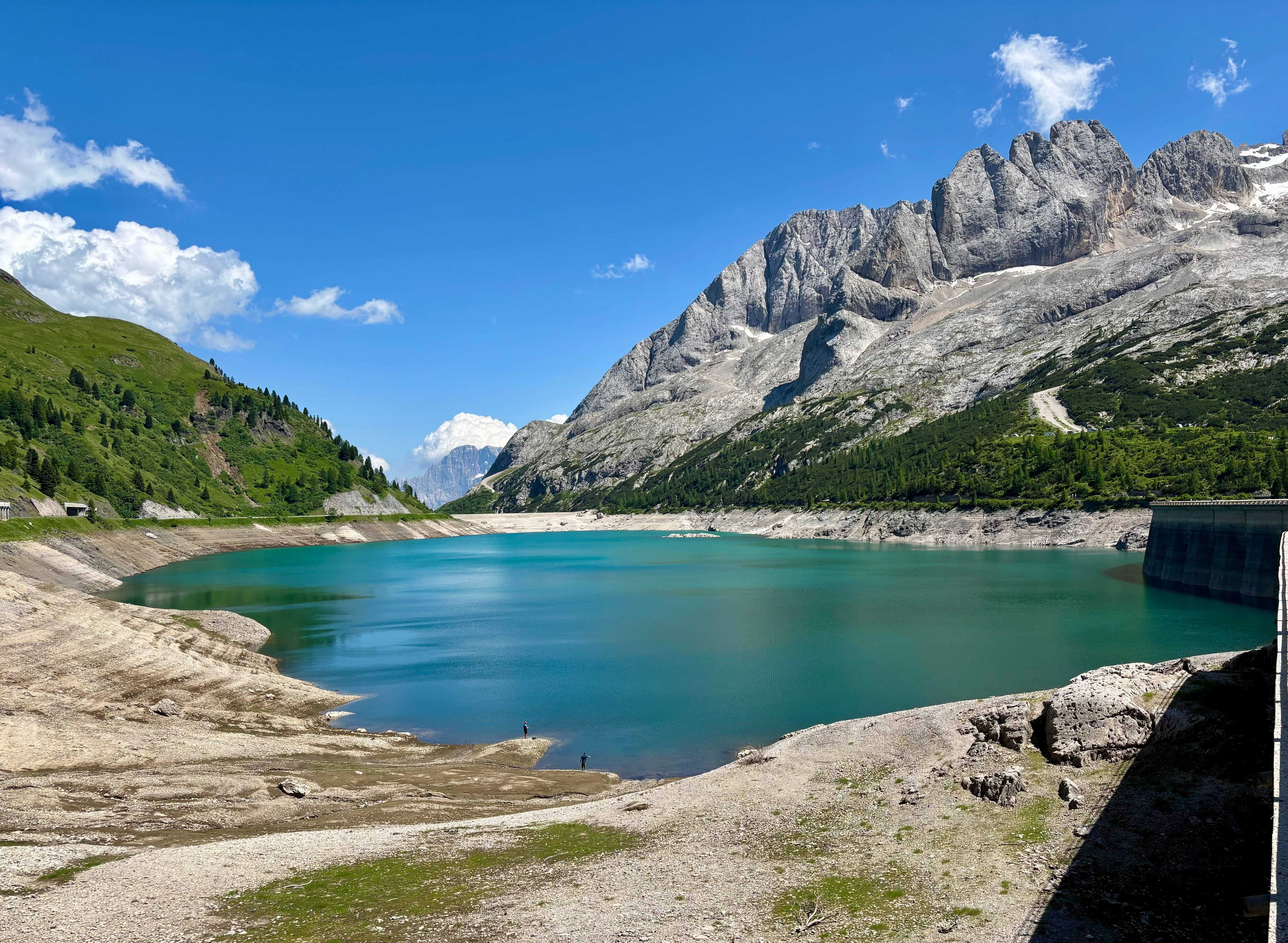
Le lac.